# Sari Mehmed Paixà
Sari Mehmed Paixà (segle xvii, Istanbul - Kavala, 1717) fou un militar i home d'estat otomà del segle xviii. Va servir a les finances de l'estat i el gran visir Rami Mehmed Paixà el va nomenar defterdar principal (5 de maig de 1703) perdent el càrrec arran de la revolta d'Edirne el 23 d'agost següent, però restaurat pel nou sultà Ahmet III a petició dels rebels. Fou revocat i nomenat diverses vegades (1703, 1703, 1704, 1706-1707 i 1708-1709). Després fou governador de la fortalesa de Bender; tot seguit fou governador d'Izmid. El 1711 fou per sisè cop defterdar durant cinc mesos. El 1713 va dirigir una comissió per delimitar la frontera a Podòlia. El 1714 fou defterdar per setena vegada. El 1715 va prendre part a la campanya de Morea. El 22 d'agost de 1716 va ser ascendit al grau de visir (la seva aspiració al gran visirat no va ser concedida) i com a tal va combatre els imperials a Belgrad. El 1717, en manifestar les seves ambicions al gran visirat, fou cridat a la capital i enviat com a governador militar a Salònica; va rebre certes ordres que va desobeir i, acusat d'incitar a la revolta, es va enviar un executor que el va matar en el castell de Kavala el 1717.